# Teatro Francesco di Bartolo
Il Teatro Francesco di Bartolo è un teatro situato a Buti, in provincia di Pisa.

## Storia e descrizione
Grazie al forte sviluppo economico che caratterizzò questo centro pisano nella prima metà dell'Ottocento, alcuni ricchi proprietari nel 1842 dettero vita all'Accademia dei Riuniti con lo scopo di erigere un teatro ove saranno date delle rappresentazioni sia in musica che in prosa.
Nell'ottobre dello stesso anno il teatro fu ultimato e venne inaugurato con la Beatrice di Tenda  di Vincenzo Bellini. La sua realizzazione, tutta legata agli schemi del teatro aristocratico e borghese, suscitò la reazione polemica del poeta locale Pietro Frediani, apprezzato autore di Maggi ed esponente di primo piano del teatro popolare.
Il teatro sorge nei pressi di un importante asse viario del paese e si presenta, all'esterno, come un edificio isolato a pianta rettangolare. Al suo interno invece riproduceva le forme tipiche del teatro all'italiana: un elegante atrio di ingresso che introduceva ai disimpegni verso i piani superiori e verso la sala realizzata a ferro di cavallo, circondata da due ordini di palchi e coperta da un soffitto riccamente decorato a rosone con pitture murali del pittore Giarrè; infine l'ampio palcoscenico dotato di un grande arcoscenico e i camerini nel sottopalco.
Nel secondo dopoguerra la struttura, soprattutto nella parte del palcoscenico, è stata ampiamente manomessa per meglio adattarla alla nuova funzione di cinematografo. Dichiarato definitivamente inagibile nel 1971 è poi passato in proprietà all'Amministrazione comunale che ha avviato tempestivamente un vasto progetto di risanamento e recupero dell'immobile per restituirlo alla sua funzione originaria di teatro e per realizzarvi anche un centro culturale polivalente del capoluogo (destinato a ospitare la sede della Biblioteca e dell'Archivio storico comunale). I lavori, progettati dall'architetto Roberto Frassi, sono stati attuati grazie anche al programma regionale FIO e sono stati ultimati nel 1987: la torre scenica è stata completamente rifatta sia nelle strutture portanti che nelle dotazioni scenotecniche; sono stati completamente rinnovati anche i servizi e l'impiantistica e la sala è stata portata a 200 posti di capienza.
In questa veste rinnovata il teatro è diventato in pochi anni un importante centro di diffusione e produzione teatrale, segnalandosi come uno dei casi più originali del panorama italiano. Qui, grazie alla direzione di Dario Marconcini, è passato il meglio del teatro di ricerca e non solo nazionale, e si impagina una stagione non convenzionale di tutto rispetto, si organizzano rassegne come Piccoli fuochi, si producono importanti spettacoli e si sviluppa insieme alla Compagnia del Maggio una ricerca sulla tradizione del Maggio, l'arte del recitar cantando, che ha contribuito al recupero di un patrimonio culturale che rischiava di andare perduto.